# Presil
Presil (makedonska: Пресил) är en ort i Nordmakedonien. Den ligger i kommunen Kruševo, i den sydvästra delen av landet, 80 kilometer söder om huvudstaden Skopje. Presil ligger 643 meter över havet och antalet invånare är 556.